# Мыс Елизаветы (село)
Мыс Елизаветы — упразднённое село в Охинском районе Сахалинской области. На момент упразднения входило в состав Москальвинского сельсовета. Исключено из учётных данных не ранее 2004 года.

## География
Располагалось на крайней северной оконечности острова Сахалин, на полуострове Шмидта, на одноименном мысу, на расстоянии приблизительно в 90 км (по прямой) к северо-западу от города Оха.

## История
Возникло в 1932 году в связи с обустройством на мысу маяка. По данным на 1937 год поселок Маяк Елизаветы входил в состав Нывровского сельсовета Охинского района. 
В советские годы в посёлке располагались маяк и метеостанция.
Постановлением Администрации Сахалинской области от 17.06.2004 № 84-па посёлок Мыс Елизаветы преобразован в село.

## Население
| 1937 | 2002 |
| ---- | ---- |
| 21   | ↘0   |